# Ernesto Carmona Ulloa
Ernesto Carmona Ulloa (Concepción, 21 de febrero de 1943-7 de noviembre de 2020) fue un escritor y periodista chileno.

## Biografía
Fue hijo de Ernesto Carmona Venegas y Lidia Ulloa Romero. 
Se formó en la escuela de periodismo de la Universidad de Chile y fue columnista de varias publicaciones de América Latina, Estados Unidos y Europa. Autor y editor de libros ―Morir es la noticia (1997), Chile desclasificado (1999), Los dueños de Chile (2002), Los dueños de Venezuela (2005) y Yo Piñera (2010), entre otros―. Asimismo, consejero nacional del Colegio de Periodistas de Chile (2003-2010) y director del Círculo de Periodistas de Santiago, a cargo de la Comisión de Relaciones Internacionales (2012-2014).
En el ámbito del periodismo internacional, fue secretario ejecutivo de la CIAP (Comisión Investigadora de Atentados a Periodistas) de la FELAP (Federación Latinoamericana de Periodistas) entre 2003 y 2012 y presidente desde el XI Congreso FELAP Caracas, en septiembre de 2012.
Carmona fue protagonista del documental Imagen final (2008), del cineasta argentino Andrés Habegger, basado en su investigación periodística de diez años para identificar a los autores del asesinato del periodista argentino-sueco Leonardo Henrichsen, quien antes de morir registró en su cámara a quienes le dieron muerte en Santiago, el 29 de junio de 1973, en el fallido intento de golpe contra Salvador Allende recordado como el Tanquetazo o Tancazo.
Además, fue jurado del Premio Miguel de Cervantes 2012 (discernido en Madrid el 29 noviembre de 2012 y entregado en Alcalá de Henares en abril 2013 al escritor español José Manuel Caballero Bonald),
así como del Project Censored, de la Universidad Sonoma State de California (que investiga y publica relevantes noticias censuradas por los grandes medios)
En 2014 ingresó a trabajar en la sucursal de la agencia Telesur en la ciudad de Santiago de Chile.
El 11 de marzo de 2014, en La Habana, la UPeC (Unión de Periodistas de Cuba) le otorgó la distinción Félix Elmuza ―establecida por el Consejo de Estado de la República de Cuba en honor a Félix Elmuza (periodista cubano integrante del Granma asesinado por la dictadura batistiana)―.

## Periodismo de investigación
La labor investigativa de Carmona fue silenciosa, no mediática, no remunerada y de largo plazo, la que ha dado origen a varios de los libros que ha publicado para difundir esta información que está fuera de los grandes medios de comunicación chilenos. En 1999 estableció contacto con la National Security Archive de la Universidad George Washington y obtuvo los principales documentos secretos recién desclasificados del Gobierno de EE.UU relacionado con su participación en el Golpe de Estado en Chile de 1973 y Carmona los tradujo y aportó con el contexto histórico de los sucesos relatados y los principales implicados, publicado luego en el libro Chile desclasificado (1999). Los datos revelados en este libro permitieron desarrollar otras investigaciones en Derechos Humanos, como la de los jóvenes estadounidenses detenidos desaparecidos en Chile durante el Golpe Militar, como el periodista Charles Horman (caso judicial aún sin cerrar, patrocinado por la abogada Fabiola Letelier, que inspiró anteriormente la película Missing (Desaparecido en 1982), el estudiante universitario Frank Teruggi y otros presentes en el Informe Rettig (Comisión Nacional de Verdad y Reconciliación), investigación que no ha concluido y que será difundida en una nueva publicación del periodista.
En los dos últimos años del siglo pasado, incentivado por el surgimiento de los movimientos antiglobalización, desarrolla un proceso de estudio e investigación como forma de aportar tanto al debate como a la explicación de esos nuevos actores, lo anterior se plasma en el libro ¿Qué es el anarquismo? (2000).
Durante 6 años, visitó archivos públicos y privados (Iglesia Mormona, entre otros), para establecer la trayectoria y vínculos entre los grupos económicos de Chile que controlan los principales sectores productivos y de las comunicaciones, originando el libro Los dueños de Chile (2002). Al identificar las alianzas y redes internacionales que construyen los capitales transnacionalizados, viajó a Venezuela a consultar archivos y fuentes primarias para establecer asimismo la panorámica de los grupos que dirigen la economía y los principales medios de comunicación venezolanos.
Sobre la realidad venezolana realizó dos investigaciones importantes que resultaron en la publicación de dos libros: Vicios de presupuesto (1976) y Los dueños de Venezuela (2004). En la primera utilizó medio año de trabajo y en la segunda casi un total de dos años y una metodología similar al libro Los dueños de Chile (2002).
La investigación realizada más prolongada hasta la fecha ha tenido una data de 10 años, donde Carmona identificó a los soldados chilenos que dispararon al periodista argentino-sueco Leonardo Henrichsen, quien antes de morir registró su propia muerte con la cámara de cine que portaba, el 29 de junio de 1973, durante el fallido intento de golpe contra Salvador Allende recordado como El Tanquetazo o Tancazo. Este hallazgo originó dos documentales protagonizados por el periodista: Aunque me cueste la vida (2008) de los documentalistas argentinos Pablo Navarro y Silvia Maturana, e Imagen final (2009) del cineasta argentino Andrés Habegger. Este último fue estrenado en 2009 en salas de cine de Buenos Aires y laureado con el Gran Premio al Mejor Documental por la cadena Al Jazeera en 2010, exhibido en septiembre de 2011 en el Museo de la Memoria de Santiago. Imagen Final contiene impactantes imágenes inéditas de la América Latina de los años 60 y 70. Este documental largometraje fue publicado en DVD en Argentina y en la revista Le Monde Diplomatique. Resultado de esta investigación los familiares de Leonardo Henrichsen pudieron iniciar un proceso judicial, además al inicio de la investigación Carmona incluyó un relato en el libro Morir es la noticia (1996). Además un resultado no deseado fueron las reiteradas amenazas de muerte que recibió Carmona en su domicilio, durante el año 2007. El libro anteriormente nombrado significó un esfuerzo de Carmona de liderar un proyecto de investigación colectiva, Lo inspira el propósito de dejar un registro de cómo fue el periodismo de los años ' 60/' 70 y una semblanza personal de los periodistas y estudiantes privados de la vida por su manera de pensar y participación política en la sociedad de los años antes y durante la Dictadura.. Su contenido también incluye a trabajadores de la comunicación afines al periodismo, personal obrero de los talleres gráficos, radio operadores y técnicos de cine y televisión. Son un total de 62 autores convocados por Carmona para escribir, se necesitaron dos años para completar este trabajo.
En el primer semestre de 2010 concluyó el libro Yo, Piñera. La investigación se concentra en la trayectoria política del mandatario, exploración que faltaba en el mercado librero, porque casi siempre se ha abordado el tema desde el punto de vista económico. Esta incluye una indagación de los contenidos de su discurso político a lo largo de veinte años, su labor parlamentaria de ocho años como senador-empresario y su antigua obsesión por el sillón de O'Higgins. El proyecto se materializó tras las elecciones por una propuesta que le hizo la directora de la casa editora MareNostrum, Maura Brescia. Esta es una Biografía no autorizada del mandatario.
Al mes de julio de 2013, Carmona trabaja en el esclarecimiento de las circunstancias del asesinato y a los victimarios de siete jóvenes muertos en Concepción, entre el 23 y 24 de agosto de 1984, en la denominada operación «Alfa Carbón 1» ejecutada por miembros de la CNI (Central Nacional de Informaciones). Esta operación mostró el apogeo de la colaboración de la Televisión Nacional de Chile, el diario El Mercurio y otros grandes medios con la CNI y la División de Comunicación Social (Dinacos), en montajes informativos de falsos «enfrentamientos» destinados a encubrir ejecuciones. Esta investigación comenzó en abril de 2013 a solicitud de familiares de algunas de las víctimas, y se concreta parcialmente, a mediados de 2013 en la publicación de algunos pre-informes en medios digitales.

## Libros publicados
Autor, entre otros libros, de El cesante (cuentos, 1965) y Vicios del presupuesto, Caracas (1976); editor y coautor de Morir es la noticia (1997), que rescata la memoria histórica del periodismo chileno y de los comunicadores y estudiantes abatidos por la dictadura (432 pp), investigado y escrito junto a 61 coautores. Autor de Chile desclasificado (1999), traducción, estudio y contexto histórico de los principales documentos secretos de Estados Unidos relacionados con Chile desclasificados por la administración Clinton y el National Security Archive de la Universidad George Washington.
Publicó ¿Qué es el anarquismo? (2001) y Los dueños de Chile (2002) sobre la concentración de la riqueza, de la propiedad de los recursos naturales, de los medios de comunicación y el origen de las grandes fortunas acumuladas por los grupos económicos.
Editorial Question (Caracas) y Universidad Nacional Experimental de los Llanos Occidentales Ezequiel Zamora (Unelllez, Barinas) publicaron Los dueños de Venezuela (2005), estudio periodístico sobre la concentración del poder económico en ese país, libro presentado en CELARG por el entonces vicepresidente José Vicente Rangel. En noviembre 2008 comenzó a publicar anualmente en Caracas Censurado 2009  y Censurado 2010  (con la editorial Timeli, de Suiza), investigación sobre noticias relevantes censuradas por la gran prensa, preparada con el sociólogo estadounidense Peter Phillips, de la Universidad Sonoma State, de California. Este trabajo también se ha publicado en otros países como Colombia. Su último libro, Yo Piñera (marzo de 2010), biografía política no autorizada del jefe de Estado de Chile, Sebastián Piñera, fue presentada por el autor en las ferias internacionales del libro de Buenos Aires –Argentina– y Guadalajara –México–, en 2010 y en Santiago de Chile.

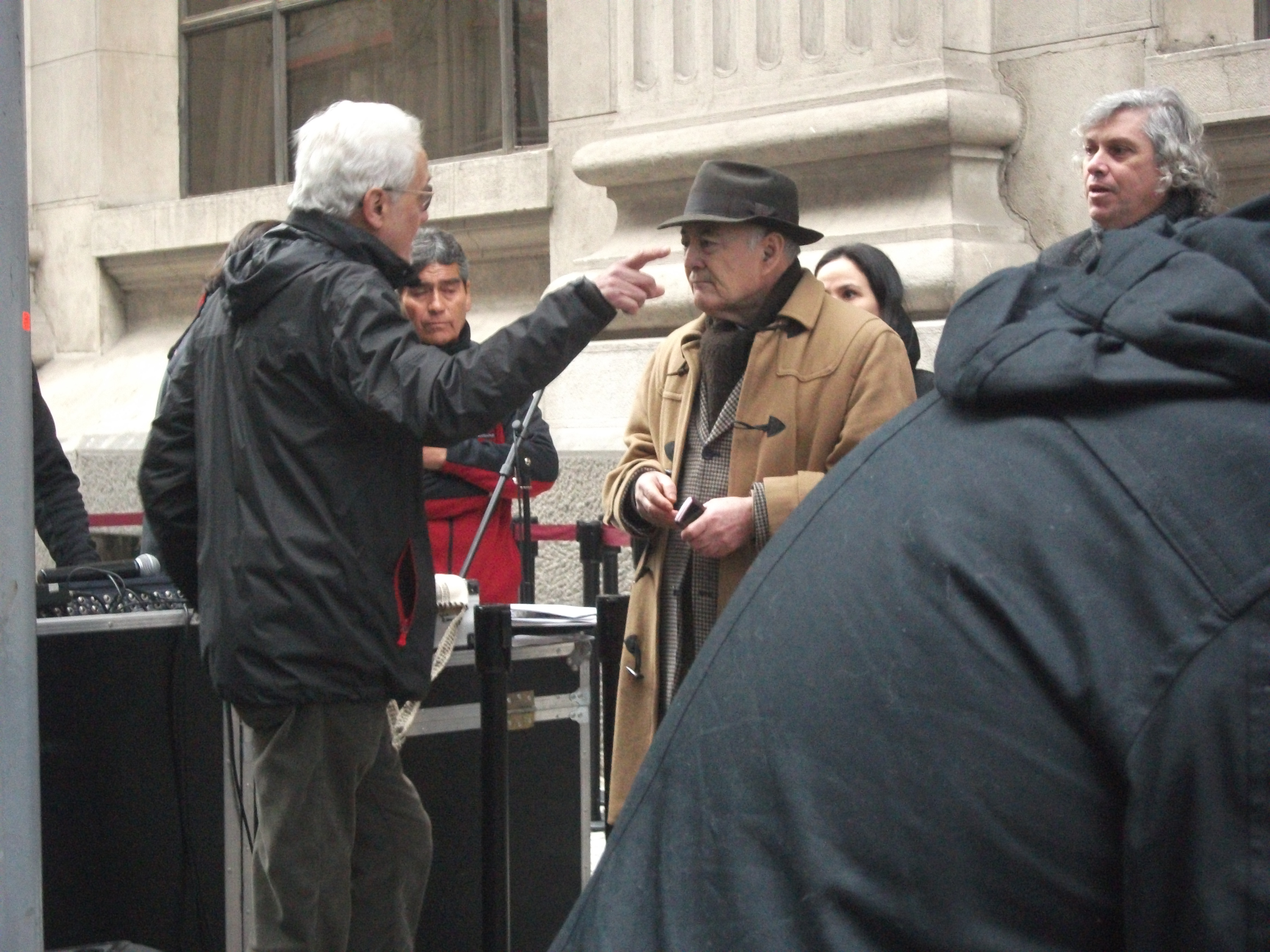
Ernesto Carmona participa en un acto en recuerdo del asesinato de Leonardo Henrichsen en 2013.

## Ejercicio del periodismo
Se inició como periodista en el semanario Vistazo (1965), trabajó en la corresponsalía de El Sur de Concepción (1966), Radio Magallanes (Santiago) (1967), revista Aquí Está, Sábados gigantes de Canal 13 (1968-1970), Canal 9 de TV Universidad de Chile (1970-72), director de Radio Nacional (1972-73) y redactor de numerosos otros medios. Notas y reportajes de TV en países como China, Hong Kong, Taiwán, Estados Unidos, México, Panamá, Perú, Argentina, Bolivia, Brasil, Ecuador, Uruguay y Venezuela.
En Buenos Aires, trabajó en El Cronista (1974) y en Caracas, Venezuela, fue columnista de la revista SIC (1975); analista de política venezolana en el diario El Globo y colaborador de El Nacional. Docente en Comunicación Social en la Universidad Central de Venezuela (1975-80) y editor de libros de periodismo y ciencias sociales (sello Ernesto Carmona Editor, en Venezuela y Chile).
De regreso en Chile trabajó en Radio Nacional de Chile (1993), editor internacional de la revista La Huella, Periodismo de investigación y del diario El Nuevo Fortín (2000).
Estudió Historia en Universidad Arcis (2001-2004). Fundó la empresa J&C Productores Gráficos SRL, de confección de libros e impresos generales.

## Actividad académica
Enseñó periodismo en universidades de Argentina (Escuela de Periodismo Simón Bolívar) y Venezuela (Universidad Central de Venezuela). Entre otros eventos, seminarios y congresos, expuso ante estudiantes de doctorado en periodismo en la Universidad Stanford (Palo Alto, California, 2003), Universidad Sonoma State de California (2003) y otros centros de estudio superiores e institutos universitarios (collegues), y centros culturales latinos de California, tales como La Peña Center (Centro Cultural de La Peña), de Berkeley, y Acción Latina, organización de la comunidad hispano parlante de San Francisco, y su periódico El Tecolote. También ha sido expositor en reuniones del periodismo latinoamericano convocadas por la FELAP en Buenos Aires, México y Villa Gesell (Argentina) además en enero 2013 participó en Encuentro Internacional sobre Derechos Humanos y Periodismo, en Puerto Alegre por la Federación Nacional de Periodistas de Brasil (FENAJ); en el Encuentro Axis for Peace, realizado en Bruselas en noviembre de 2005, convocado por la Red Voltaire, en la reunión En Defensa de la Humanidad, efectuada en La Habana, en mayo de 2005; en el Encuentro Internacional sobre los TLC, en La Habana, 2008.
Expuso sobre el Proyecto Censurado, junto a su director Peter Phillips, de Sonoma State University, en Caracas, noviembre 2009; en Periodismo y Libertad de Expresión, La Habana, abril 2008, seminario convocado por la Unesco y en el Instituto Internacional de Periodismo José Martí; y en Periodismo y Ética en el Cincuentenario de Ciespal, Quito, Ecuador, en octubre de 2009. Expuso las noticias más censuradas en EE. UU. en 2010 y la internacionalización del Proyecto Censurado en el Encuentro Internacional de Observatorios de Medios y Defensores de las Audiencias de América Latina, efectuado en mayo de 2011 en la Universidad de las Américas de Puebla, México. «La comunicación, la concentración del poder y los alcances de la democracia» se denominó el panel que presentó la Fundación para la Integración Latinoamericana (FILA) en la Universidad de Playa Ancha de Valparaíso en octubre de 2012, que lo integró Maryclen Stelling, Gustavo Bulla, Aram Aharonian y Ernesto Carmona.

## Labor editorial

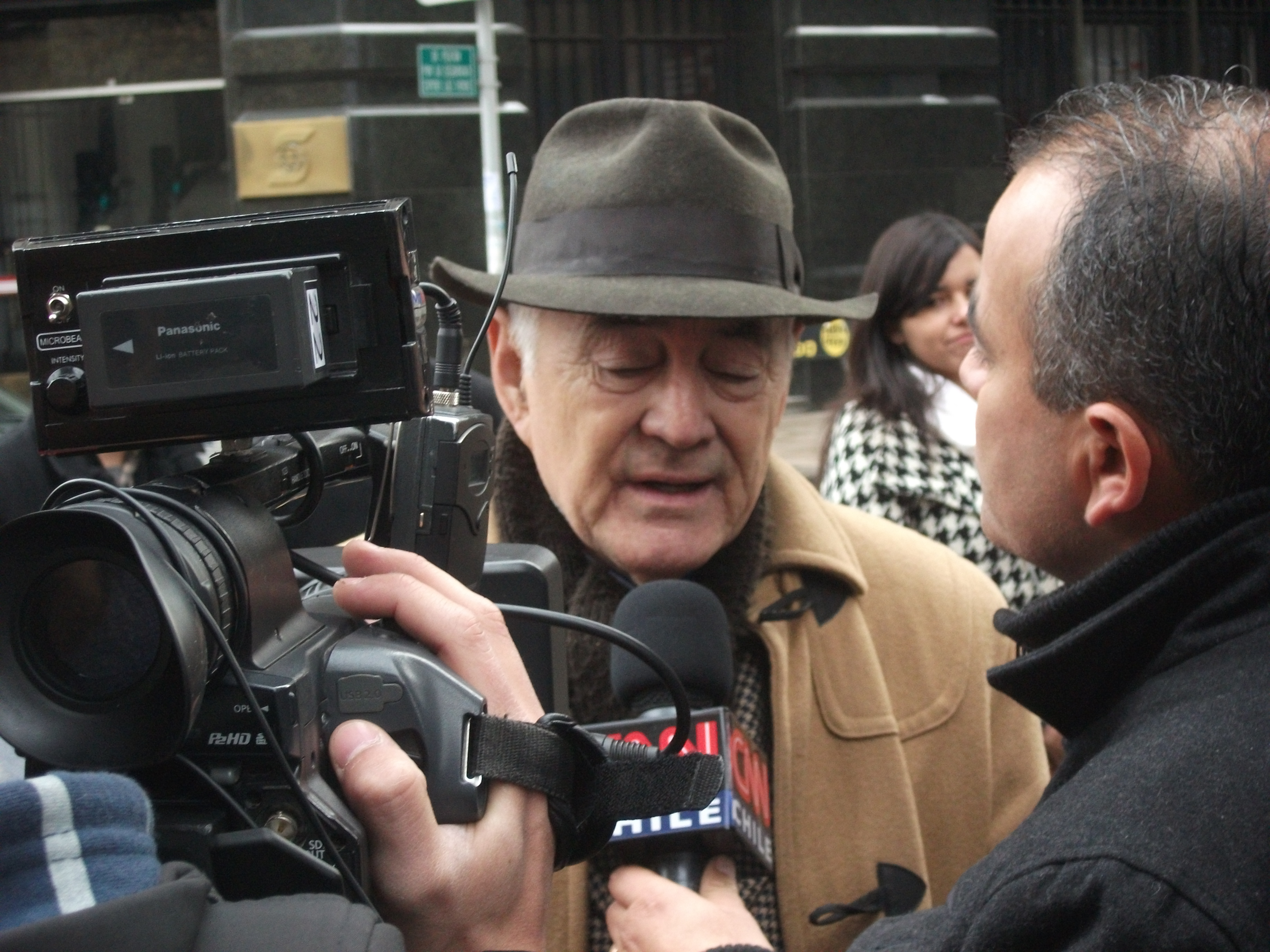
Ernesto Carmona es entrevistado en un acto en recuerdo del asesinato de Leonardo Henrichsen en 2013.

El sello Ernesto Carmona Editor publicó en Venezuela numerosos libros de periodismo y ciencias sociales en la década de los 80, entre otros Morir en Tacoa, de Miro Popić, estudio sobre los riesgos de la profesión del periodista; Adiós al sibaritismo y El Nuevo Desorden Internacional, ensayos del boliviano Ted Córdova Claure, y De buena fuente, del periodista argentino-cubano Jorge Timossi.
En los años noventa editó en Chile Cronicón histórico, de Mario Cannobbio, ensayo sobre la historia política chilena del siglo XX, con énfasis en la década del 30 y sus poco conocidos y controvertidos sucesos (República Socialista de Chile de 1932, dictadura de Ibáñez, etc.); Crímenes inolvidables, casos-cuentos del policía-escritor René Vergara, Canciones latinoamericanas, y otros libros. Asimismo, como editor ha publicado en Chile y Venezuela los libros del profesor peruano Fortunato Brown Mejore su castellano en 30 días, Principios de redacción, y Verbos irregulares.

## Actividades profesionales en las últimas décadas de su vida
Fue edactor del quincenario chileno Revista Punto Final desde los años 60, comentarista internacional de la Señal 3 de La Victoria (Canal de TV popular, comunitario, sin fines de lucro), colaborador de la revista Resumen de Concepción (Chile), columnista de los diarios Correo del Orinoco (2009) y CCS (Venezuela), de Argenpress.info (agencia de noticias de Argentina), de la Red Voltaire.net, de la revista Diagonal (España) y de numerosos sitios web como Observatorio Fucatel, de Chile; Observatorio de Medios UTPBA (Buenos Aires), SurySur, Crónica Digital, El Clarín de Chile y otros.
Participó en los documentales Aunque me cueste la vida e Imagen final.
Desde 2005 publicaba en castellano las 25 historias periodísticas más censuradas durante el año académico del hemisferio norte, investigadas por el Proyecto Censurado de la Universidad Sonoma State, de California, cuyos reportes son publicados anualmente en Censored, por la editorial Seven Stories Press de Nueva York (www.ProyectoCensurado.org).
Además reportaba para diferentes agencias internacionales.Durante el año 2013, participó en la difusión de los 40 años del asesinato del camarógrafo Leonardo Henrichsen, sucedido el 29 de junio de 1973, con entrevistas en ADN Radio Chile, Radio Bio Bio y medios internacionales. Continuó con su labor de periodismo de investigación, con la recopilación y publicación de antecedentes de la operación «Alfa Carbón 1» donde participó la Central Nacional de Informaciones (CNI), dando como resultado el asesinato de siete personas entre los días 23 y 24 de agosto de 1984 en ciudades del sur de Chile.
El año 2014 ingresó a trabajar a la agencia de Telesur en la ciudad de Santiago de Chile.